# Argentina y el Banco Mundial
Argentina se asoció como miembro del Banco Mundial (BM) en 1956 y desde entonces el país ha recurrido al organismo en múltiples ocasiones, ubicándose siempre entre sus 10 principales receptores de crédito.
En 2019 el BM le prestó a Argentina US$ 7700 millones, para 26 proyectos activos destinados al desarrollo de la salud, el medio ambiente, la educación, la infraestructura, el mercado laboral y la protección social.

## Intereses
El Banco Mundial tiene como objetivo principal ofrecer préstamos a países para proyectos de capital. Argentina tiene una de las economías más grandes de América Latina y es muy rica en recursos naturales, pero también tiene altos niveles de pobreza.

### Riesgo país de Argentina
Los años 2000 en Argentina comenzaron en la gravísima crisis de 1998-2002, pero desde 2004 se lograron reducir los altísimos niveles de pobreza al promover el crecimiento económico, la renta media creció a una tasa del 7,6 % y el 40 % más bajo de los ingresos aumentó un 4,2 %. Sin embargo, a partir de 2008 el crecimiento de los ingresos se desaceleró.
En 2019, el puntaje de libertad económica de Argentina fue de 52,2, ubicándose en el puesto 148 a nivel mundial. Su puntaje general disminuyó en 0,1 puntos, con puntajes en picada para la salud fiscal y el gasto público, superando las mejoras en la libertad monetaria y los derechos de propiedad. Argentina ocupó el puesto 26 entre 32 países de la región de las Américas y su puntaje general se mantuvo por debajo del promedio regional y mundial.

## Historia
Los primeros créditos al país comenzaron en 1961, centrándose principalmente en proyectos de desarrollo de infraestructura. Hasta 1979 todos los proyectos financiados se concentraron en el desarrollo de carreteras y producción agrícola.
En 1983 Argentina recuperó su democracia tras una oscura y violenta dictadura de siete años. En los años 1980 el Banco Mundial comenzó a diversificar sus proyectos en Argentina, que ya se había convertido en uno de sus principales clientes, financiando programas de crédito industrial, refinerías de carbón y petróleo, préstamos bancarios y créditos de desarrollo del sector público.
En los años 1990 el BM amplió su misión global para incluir programas destinados a la «buena gobernanza» (forma en que se ejerce el poder en la gestión de los recursos económicos y sociales de un país para el desarrollo).  Así, en los nuevos créditos se incluyó la reforma judicial, la reforma tributaria y la reforma general del sector público. Pero irónicamente, durante esa década Argentina experimentó graves problemas de corrupción y mala gestión.

## Actualidad
Durante la Presidencia de Mauricio Macri, las políticas económicas priorizaron la unificación del tipo de cambio, el acuerdo con los acreedores internacionales, la modernización de las políticas de importación, la reducción de la inflación y la reforma del sistema estadístico nacional. Los expertos afirmaron que estas reformas reducirían los aranceles externos, aumentarían el PIB y aumentarían el comercio.
En abril de 2017, después de un largo período de dificultades financieras, el presidente Mauricio Macri declaró: «Argentina está en medio de un cambio cultural, está de vuelta en el mundo y quiere jugar un papel importante en el escenario global». Por aquel entonces el país había aumentado su comercio internacional, mejorado su posición como miembro del G20 y buscaba en la OCDE convertirse en observador de la Alianza del Pacífico (no lo consiguió). El presidente del BM, Jim Yong Kim, se reunió con funcionarios argentinos en Buenos Aires y pronunció un discurso centrado en las oportunidades comerciales, el intercambio de conocimientos y la tecnología de punta. Kim anunció que la inversión de dos mil millones de dólares sería en sectores como energías renovables, desarrollo humano, agricultura, infraestructura y reducción de la pobreza.
En abril de 2018 el peso argentino se depreció, su valor disminuyó un 50 % frente al dólar y esto hizo que la inflación se disparara en junio. El BM anunció en noviembre que los primeros 500 millones de dólares de la inversión estarían destinados a las finanzas generales de Argentina y otros $ 450 millones irían al Programa de Protección de Niños y Jóvenes.
A principios de 2019 el crecimiento económico de Argentina se desaceleró, generando pronósticos de recesión.

## Corporación Financiera Internacional
La Corporación Financiera Internacional (IFC) es una organización dentro del Banco Mundial que se especializa en servicios de inversión, asesoría y gestión de activos, y tiene como objetivo promover el desarrollo del sector privado en los países en desarrollo. Desde 2000 la IFC se ha asociado con la compañía Bridas, la segunda empresa de gas y petróleo más grande de Argentina.
La IFC otorgó un préstamo de $55 millones al Banco Industrial en Argentina para dar más a las pequeñas y medianas empresas (PYMEs). Ubicado en Buenos Aires, el Banco Industrial es un banco privado que se enfoca en productos financieros de corto plazo y bien coordinados. IFC promueve la idea de que las empresas más pequeñas crearán empleos e impulsarán el crecimiento financiero. Las Pymes son un modo de desarrollo económico de Argentina, en el que Banco Industrial se ha centrado como base para la banca digital.